# Jung Hansuk
Jung Hansuk (hangeul : 정한숙, 3 novembre 1922 - 17 septembre 1997) est un auteur et critique sud-coréen. 

## Biographie
Jung Hansuk est né le 3 novembre 1922 à Yongbyon dans le Pyongan du Nord en Corée. Jung sort diplômé de l'université de Corée en 1950. Il a également travaillé pour un certain nombre d'organisations littéraires. Il a été ainsi vice-président de l'Association des auteurs de romans coréens, directeur de la Fondation des arts et de la Culture de Corée et président de l'Académie coréenne des Arts. Il décède en 1997.

## Œuvre
Il a expérimenté une grande variété de sujets et abordé des techniques d'écriture différentes afin de délivrer des portraits de ses semblables dans le monde constamment changeant de la société coréenne d'après-guerre. Il a étudié en particulier avec habileté et sensibilité le fossé de mentalités entre les générations. Ainsi, son récit Une maison ancienne (Goga, 1956) met en scène des jeunes qui cherchent à échapper au système traditionnel de la famille. Malgré le fait que le monde dépeint par Jeong soit empreint d'une certaine détérioration de la morale, il maintient une position éthique et continue d'aspirer à une société idéale. On retrouve ces caractéristiques dans ses premières histoires comme L'itinéraire d'Adam (Adamui haengno) et Une femme folle (Gwangnyeo), tous deux publiés en 1952, mais aussi Trahison (Baesin) qui paraît l'année suivante. Un sceau de pierre précieuse jaune (Jeonghwangdang inbogi) explore les tensions entre les traditions du passé et la réalité contemporaine d'une autre manière. En effet, ce travail traite notamment de la différence entre la langue classique des lettrés avec l'idiome populaire de la vie quotidienne. Il a également écrit des romans historiques comme La peinture murale du bâtiment principal du temple (Geumdang byeokhwa), Yi Seong-gye et Non-gae. À partir de milieu des années 1980, Jung a également publié des poèmes.
Il a reçu le prix d'honneur de l'Académie coréenne des Arts (1986) et le prix culturel du 1er mars (1988).